# الفسحة (مسلسل تلفازي)
الفسحة (بالإنجليزية: Recess)‏ مسسلسل كرتوني أمريكي إنشاء 1997 وحتى في 2000 وبطل المسلسل الشخصية المشهور طارق الدهشوري وتتكون من مجموعة من اصدقاء يلتقون وقت الفسحة في المدرسة الابتدائية وأهم الشخصيات (الملك بوب) وأمجد (الندلة) وصديقه المقربة تدور أحداث المسلسل من ثلاثة أجزاء عدد الحلقات.65 وعرض على قناة ديزني 1998-2001 شركة فيليزيا

## الأصوات العربية
- رامو هاني (طارق)
- حسين رؤوف (برنس)
- مروة الصاوي/ علا رشدي (نيللي)
- مكرم الشاذلي (مجدي)
- غادة عبد الحفيظ (جيلان)
- زياد أنور شريف (نص)
- يوسف عبد المنعم (الملك بوب)
- إحسان القلعاوي (ميس كوثر)
- أحمد كمال (الناظر برعي)
- مروة عبد الغفار (ميس كوكي، الحفار ضيف، مرجوحة، عاليها واطيها)
- خالد حمزة (الحفار جاد، اليوجاتي)
- إلهام غسال (فاشلة أ)
- مريم الخشت (فاشلة ب)
- ميداء علاء/نهى فاروق (فاشلة ت)
- رنا أبو الريش/نهى فاروق (فاشلة ك)
- عاطف يوسف (أندل)
- إيهاب يحيى (الولد النصاب)

## وصلات خارجية
- الفسحة على موقع IMDb (الإنجليزية)
- الفسحة على موقع كينوبويسك (الروسية)
- الفسحة على موقع ألو سيني (الفرنسية)
- الفسحة على موقع قاعدة بيانات الفيلم (الإنجليزية)